# Gele zegge
Gele zegge (Carex flava) is een vaste plant die behoort tot de cypergrassenfamilie (Cyperaceae). De soort staat op de Nederlandse Rode lijst van planten als zeer zeldzaam en matig afgenomen. De plant komt van nature voor in Eurazië.
De plant wordt 30-40 cm hoog en heeft een gladde, scherp driekantige stengel. De lichtgroene, slappe bladeren zijn 4-5 mm breed en verkleuren later naar geelgroen, vandaar de naam gele zegge.
De gele zegge bloeit in mei en juni met zittende of zeer kort gesteelde aren. Er zijn twee tot drie vrouwelijke aren, die 1-1,5 cm lang en 1 cm breed zijn en een eindstandige mannelijk aar. Het geelachtige, opgeblazen, kale urntje is evenals de omlaag geknikte, gekromde snavel 2,5-3,5 mm lang. Op het urntje zit een mierenbroodje. Het urntje is een soort schutblaadje dat geheel om de vrucht zit. De steel van de aar wordt omgeven door een klein tuitvormig, vliezig schutblad, dat cladoprofyllum wordt genoemd. Het vruchtbeginsel heeft drie stempels.
Het nootje in het urntje is driekantig.
De plant komt voor in moerassig grasland en natte loofbossen.

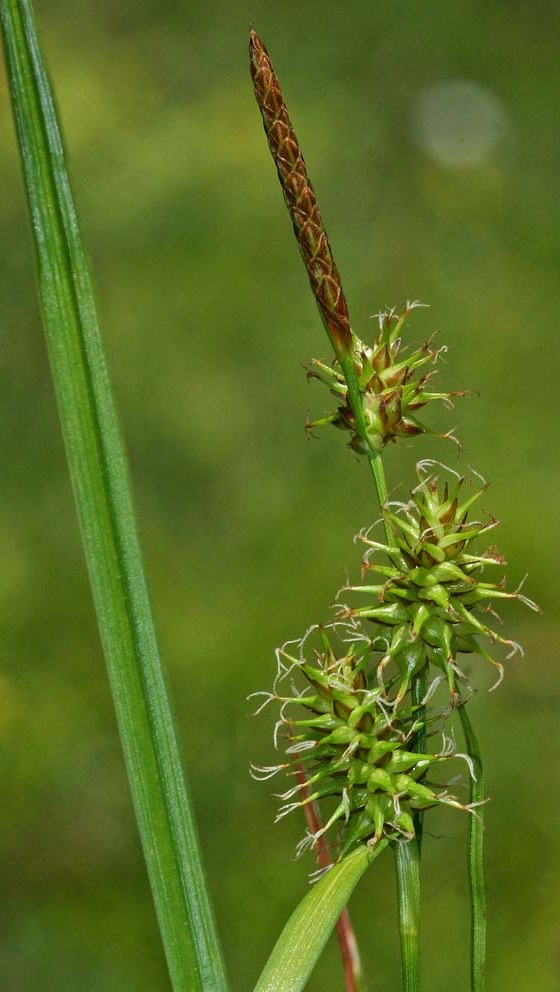
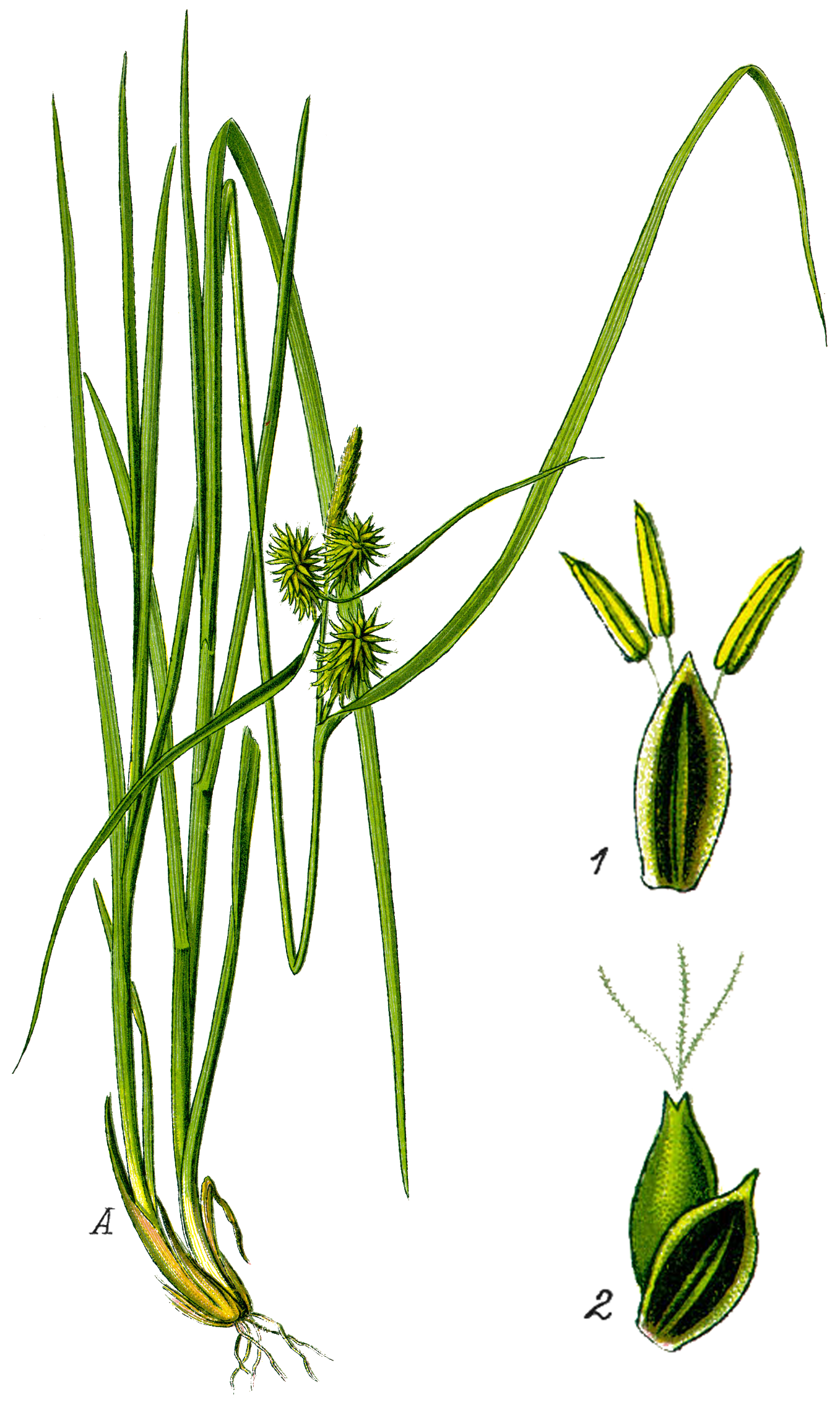
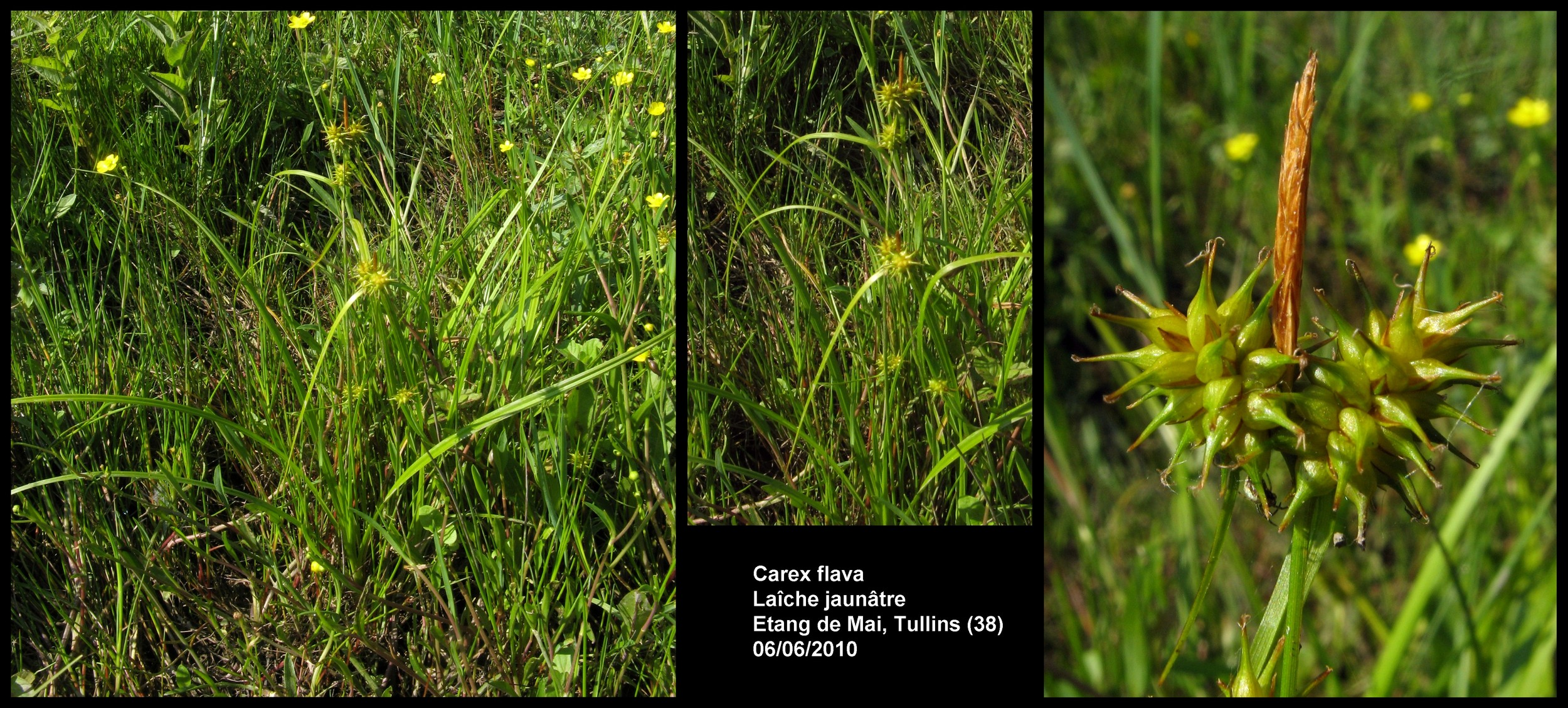
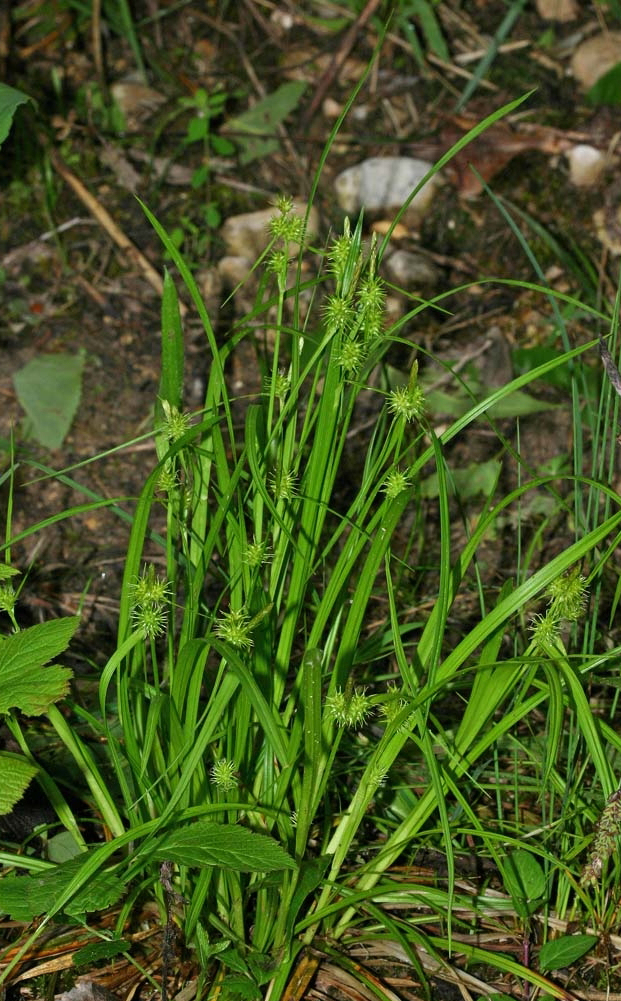
Plant
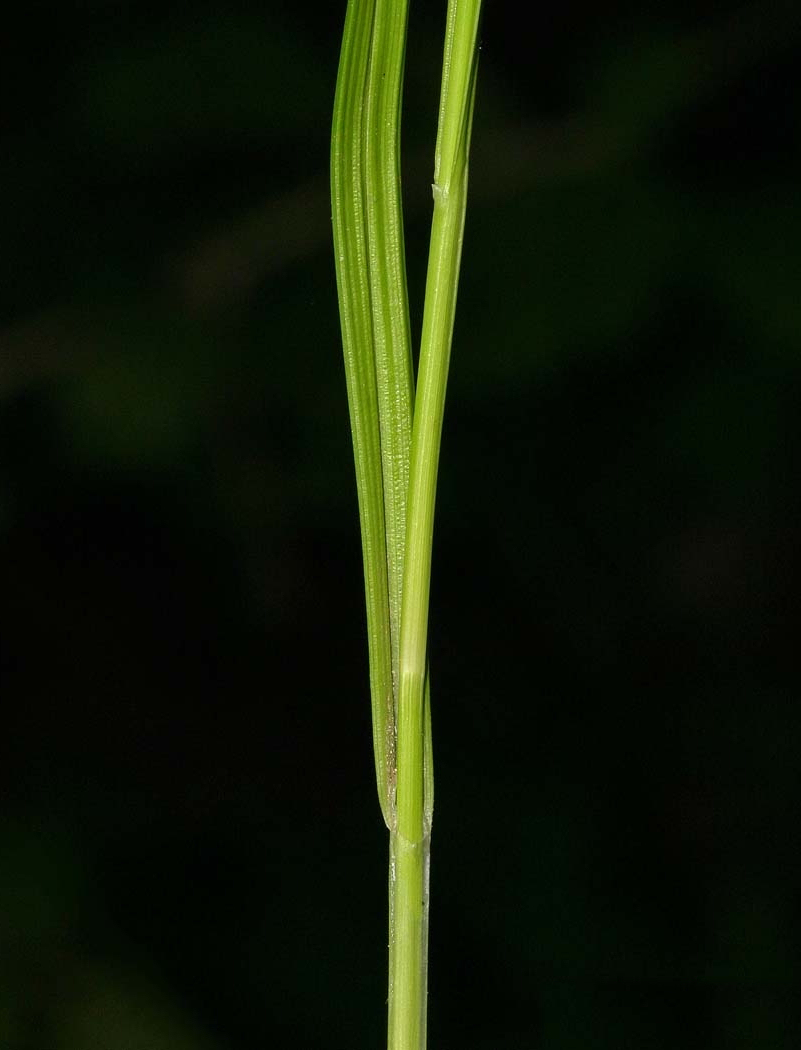
Blad
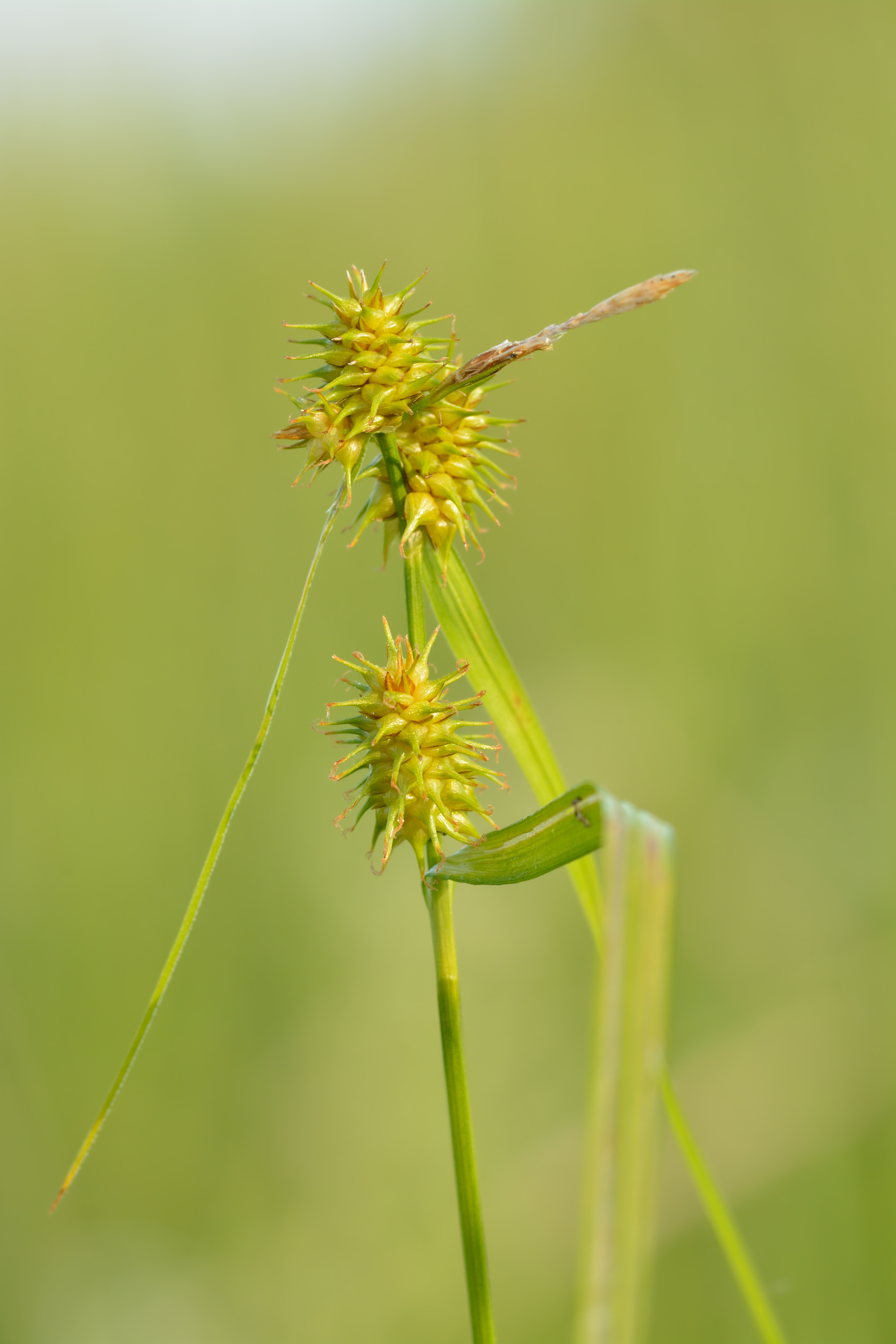
Urntjes
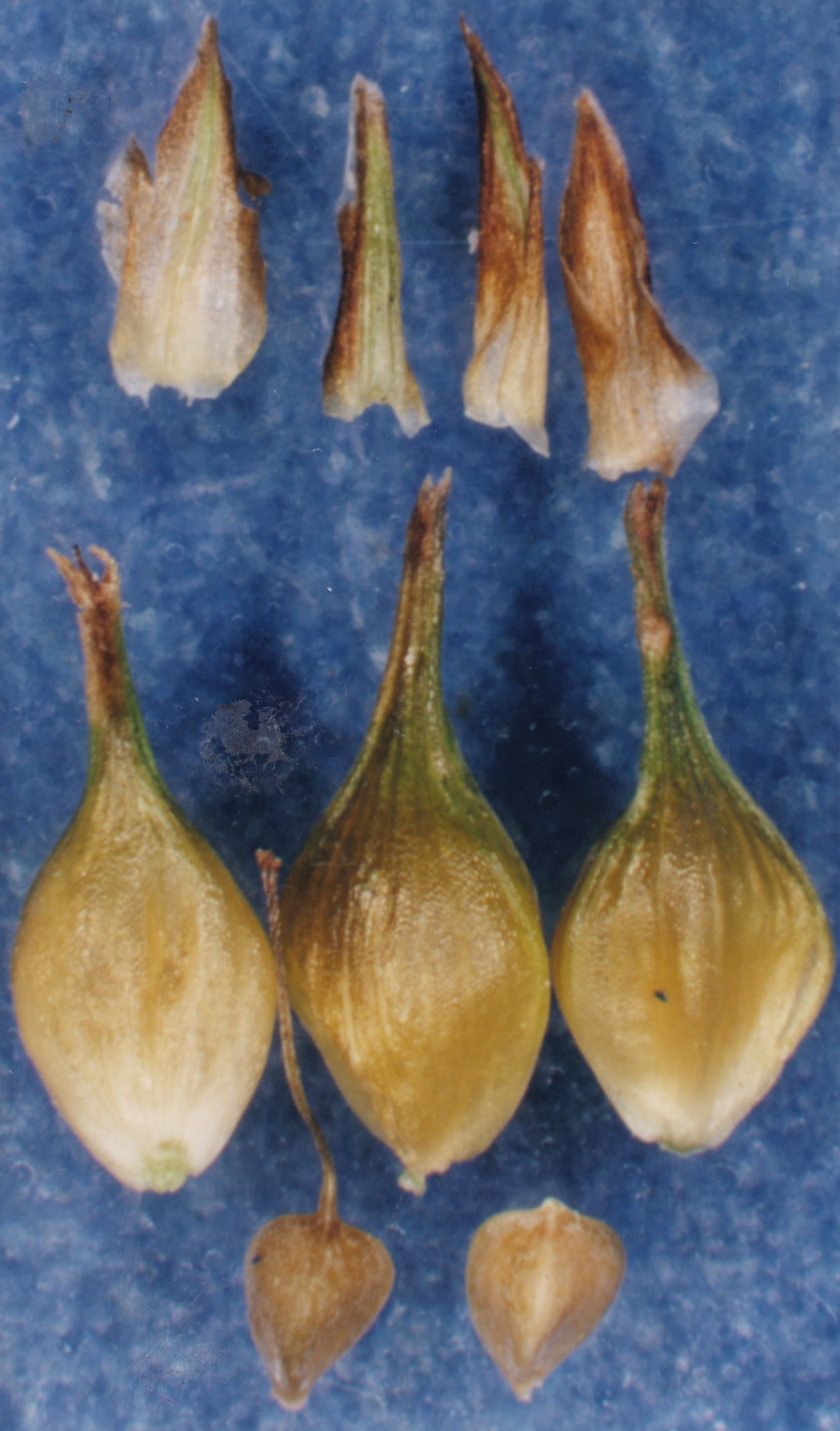
Kafjes (boven), urntjes (midden) en vruchten (onder)

## Carex flavaagg.
Een aantal zeggensoorten en hun hybriden, die moeilijk van elkaar te onderscheiden zijn, worden wel gegroepeerd in Carex flava agg.. Tot dit aggregaat behoren de soorten en hybriden:
- Carex flava L. s. str.: Het aantal chromosomen is 2n = 60.[1]
  - Carex flava L. var. alpina Kneuck., syn.: Carex flavella Krecz.
  - Gele zegge (Carex flava L. var. flava)
  - Carex flava var. flava × lepidocarpa
  - Carex flava var. flava × viridula var. viridula
- Carex viridula Michx.
  - Dwergzegge (Carex viridula Michx. var. viridula, syn.: Carex oederi auct., Carex serotina Mérat, Carex viridula subsp. viridula): Het aantal chromosomen is 2n = 68 of 70.[1]
  - Carex viridula Michx. var. pulchella(Lönnr.) B.Schmid; syn.: Carex scandinavica Davies, Carex serotina subsp. pulchella (Lönnr.) Ooststr.: Het aantal chromosomen is 2n = 70.[1]
- Geelgroene zegge (Carex demissa Hornem., syn.: Carex tumidicarpa Anderss., Carex viridula subsp. oedocarpa (Andersson) B.Schmid): Het aantal chromosomen is 2n = 70.[1]
  - Carex demissa × flava var. flava
  - Carex demissa × lepidocarpa
  - Carex demissa × viridula var. viridula
- Schubzegge (Carex lepidocarpa Tausch, syn.: Carex viridula subsp. brachyrrhyncha (Celak.) B.Schmid): Het aantal chromosomen is 2n = 68.[1]
  - Carex lepidocarpa × viridula var. viridula
- Carex derelicta Štěpánková (syn.: Carex viridula subsp. pseudoscandinavica Holub)[2]